# Apheledes stigmatipennis
Apheledes stigmatipennis là một loài bọ cánh cứng trong họ Cerambycidae.